# Елліот Найт
Елліот Найт (англ. Elliot Knight; нар. 10 липня 1990, Вест-Бромвіч, Західний Мідленд, Велика Британія) — британський актор. Він дебютував у ролі головного героя пригодницького бойовика «Сіндбад». Продовжуючи працювати на телебаченні, Найт з'являвся у телесеріалах: «Як уникнути покарання за вбивство», «Якось у казці», «Довічне ув'язнення», «Титани» та «Хлопаки» Також він відомий за роллю Ворда Філліпса у фільмі «Барва з позамежжя світу»

## Біографія
Найт народився в Бірмінгемі, Велика Британія, в сім'ї Стюарта та Лорни Найт, які були вчителями. Його батько працював у середній школі Бродвей у Перрі-Баррі, Бірмінгем. Він був учнем школи короля Едуарда VI Астона, а згодом навчався в Манчестерській столичній театральній школі, яку закінчив із ступенем бакалавра (з відзнакою) у 2011 році.

## Кар'єра
У червні 2011 року Sky1 оголосив, що Найт отримав головну роль у телевізійній драмі «Сіндбад», яка стала його першою професійною роллю. Прем'єра серіалу відбулася в липні 2012 року. У 2013 році Найт приєднався до акторського складу кримінальної драми BBC «Будь-якими засобами». У 2015 році Найта було прийнято на роль Мерліна у п'ятому сезоні серіалу «Якось у казці».
У березні 2017 року Найта було прийнято на роль Веса Чарльза в серіалі «Довічне ув'язнення» каналу CW.
У 2020 році Найт знявся разом із Ніколасом Кейджем та Джоелі Річардсон у науково-фантастичному космічному фільмі жахів «Барва з позамежжя світу», режисера Річарда Стенлі.
У 2021 році Найт отримав роль офіцера Чедвіка у 5 сезоні кримінальної драми TNT «За законами вовків».
У 2024 році Найт з'явився у 4-му сезоні серіалу «Хлопаки» на Amazon Prime у ролі Коліна, коханого Френчі.

## Особисте життя
Елліот Найт відкритий квір.

## Фільмографія
| Рік       |    | Українська назва                  | Оригінальна назва                | Роль           |
| --------- | -- | --------------------------------- | -------------------------------- | -------------- |
| 2012      | с  | Синбад                            | Sinbad                           | Синбад         |
| 2013      | с  | Закон і порядок: Лондон           | Law & Order: UK                  | Ніл Дженкінс   |
| 2013      | с  | Будь-якими засобами               | By Any Means                     | Чарлі Брін     |
| 2014      | с  | Як уникнути покарання за вбивство | How to Get Away with Murder      | Ейден Вокер    |
| 2015      | с  | Якось у казці                     | Once Upon a Time                 | Мерлін         |
| 2016      | с  | Американська готика               | American Gothic                  | Бреді Росс     |
| 2016      | ф  | Викуп                             | Billionaire Ransom               | Марсак         |
| 2016      | с  | Завтра не настане                 | No Tomorrow                      | Грем           |
| 2018      | с  | Довічне ув'язнення                | Life Sentence                    | Вес Чарльз     |
| 2018—2021 | с  | Титани                            | Titans                           | Дон Голл       |
| 2019      | ф  | Барва з позамежжя світу           | Color Out of Space               | Ворд Філіппс   |
| 2019      | вг | Call of Duty: Modern Warfare      | Call of Duty: Modern Warfare     | Кайл Гаррік    |
| 2020      | кф | Наше місце разом                  | Our Place Together               | Брендон        |
| 2021      | с  | Шоуманс                           | Showmance                        | Ремі           |
| 2021      | с  | За законами вовків                | Animal Kingdom                   | Офіцер поліції |
| 2022      | вг | Call of Duty: Modern Warfare II   | Call of Duty: Modern Warfare II  | Кайл Гаррік    |
| 2023      | ф  | Твій щасливий день                | Your Lucky Day                   | Абрахам        |
| 2023      | вг | Call of Duty: Modern Warfare III  | Call of Duty: Modern Warfare III | Кайл Гаррік    |
| 2024      | с  | Хитрощі                           | Hacks                            | Девід          |
| 2024      | с  | Хлопаки                           | The Boys                         | Колін          |
| 2024      | вг | Slitterhead                       | Slitterhead                      | Нічна сова     |
| 2025      | с  | Зворотний відлік                  | Countdown                        | Кейон Белл     |